# Kanton La Crau
Kanton La Crau is een kanton van het Franse departement Var. Het kanton maakt deel uit van de arrondissementen Toulon (5) en Draguignan (1) en telt 51.603 inwoners in 2018.

## Gemeenten
Kanton La Crau omvat de volgende gemeenten:
- Carqueiranne
- Hyères (deels)
- La Crau (hoofdplaats)
- La Londe-les-Maures

Na de herindeling van de kantons door het decreet van 27 februari 2014 met uitwerking op 22 maart 2015, omvat het kanton volgende gemeenten:
- Bormes-les-Mimosas
- La Crau
- Hyères (noordelijk deel)
- Le Lavandou
- La Londe-les-Maures
- Rayol-Canadel-sur-Mer